# زهرة الآلام الحمراء
زهرة الآلام الحمراء أو زهرة العاطفة الحمراء زهرة الآلام الحقيقية أو زهرة الآلام البرية أو زهرة الآلام آلامية
أو زهرة الساعة (الاسم العلمي: Passiflora incarnata) هي نوع تحت جنس زهرة الآلام، وهي من النباتات المعمرة سريعة النمو ذات سيقان متسلقة او متدلية، ينبع أصلها من جنوب الولايات المتحدة الأمريكية. ويوجد في بريطانيا وحدها حوالي 40 مستحضراً من الأدوية المستخدمة كمهدئات يدخل فيها نبات زهرة الآلام الحمراء. وتعتبر زهرة الآلام الحمراء من آمن الأدوية استخداماً لعلاج الأرق.

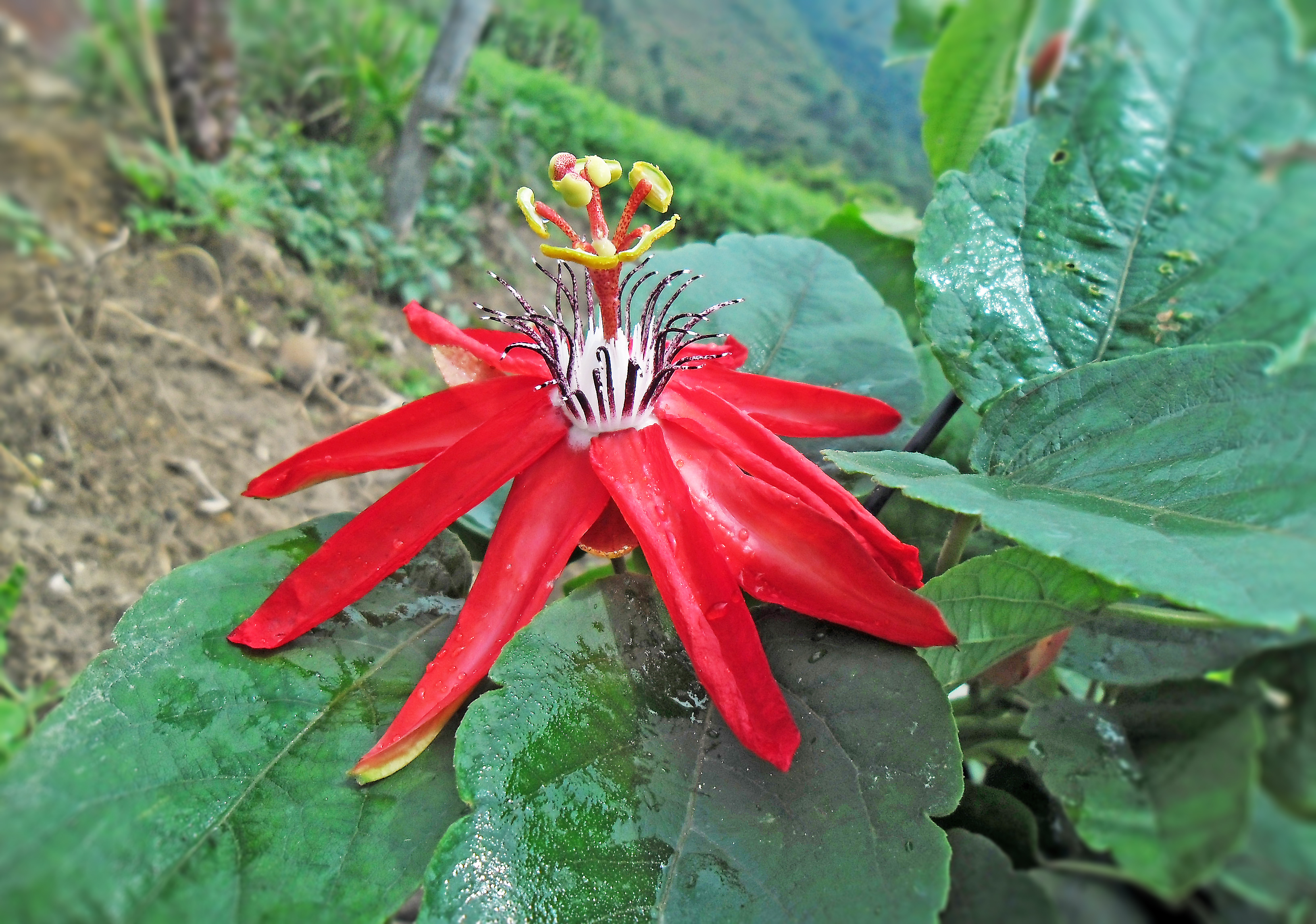
زهرة الآلام الحمراء

## أصل الزهرة
توجد فصيلة هذه الزهرة (الآلامية) حول العالم، ماعدا في أوروبا والقارة القطبية الجنوبية.
يوجد تسعة أنواع من هذه الزهرة في الولايات المتحدة من أوهايو إلى الشمال، غرباً إلى كاليفورنيا وجنوباً إلى فلوريدا.

## وصف النبات
السيقان طويلة ومتدلية، ويمكن أن تكون ناعمة أو زغبية، الأوراق على شكل كف اليد وهي متبادلة ومقسمة إلى ثلاثة فصوص، وفي بض الأحيان خمسة فصوص، يبلغ قياس كل ورقة من 6 إلى 15 سم (2.4 إلى 5.9 بوصة)، تحتوي على غدتين مميزتين عند قاعدة النصل على العنق وتقوم بإفراز قطرات من الرحيق الحلو، الأزهار تحتوي على خمس بتلات بيضاء مزرقة. يتم تلقيحها بواسطة الحشرات مثل النحل الطنان، والنحل النجار، وتبدأ الزهرة عادة في التفتح في شهر يوليو من كل عام.
الفاكهة لحمية، ويشار غليها ايضًا باسم "مايبوب" وهي عبارة عن توت بيضاوي مصفر، بحجم بيضة الدجاجة، وهي خضراء، على الرغم من أنها قد تتحول عند نضجها إلى اللون الأصفر البرتقالي. ومثل بفية أنواع الآلام يكون اللب هلاميًا ويغلف البذور. لون اللب الأساسي هو الأبيض ولكنه يتحول إلى اللون الأصفر الباهت عندما ينضج. البذور لونها أسود ويبلغ حجم البذرة حوالي 5 ملم. وكما هو الحال بالنسبة لنباتات الآلام الأخرى، فهي غذاء يرقات عدد من أنواع حرشفيات الأجنحة أو قشريات الاجنحة. في حالات كثيرة تحظى ثمارها بشعبية كبيرة في الحياة البرية. جذور النبات يمكن أن تظل خاملة تحت الأرض طوال فصل الشتاء ثم ينبثق بقية النبات من الارض بحلول شهر مايو، دون ان تصاب باي أذي بسبب ثلوج الشتاء.

## الزراعة

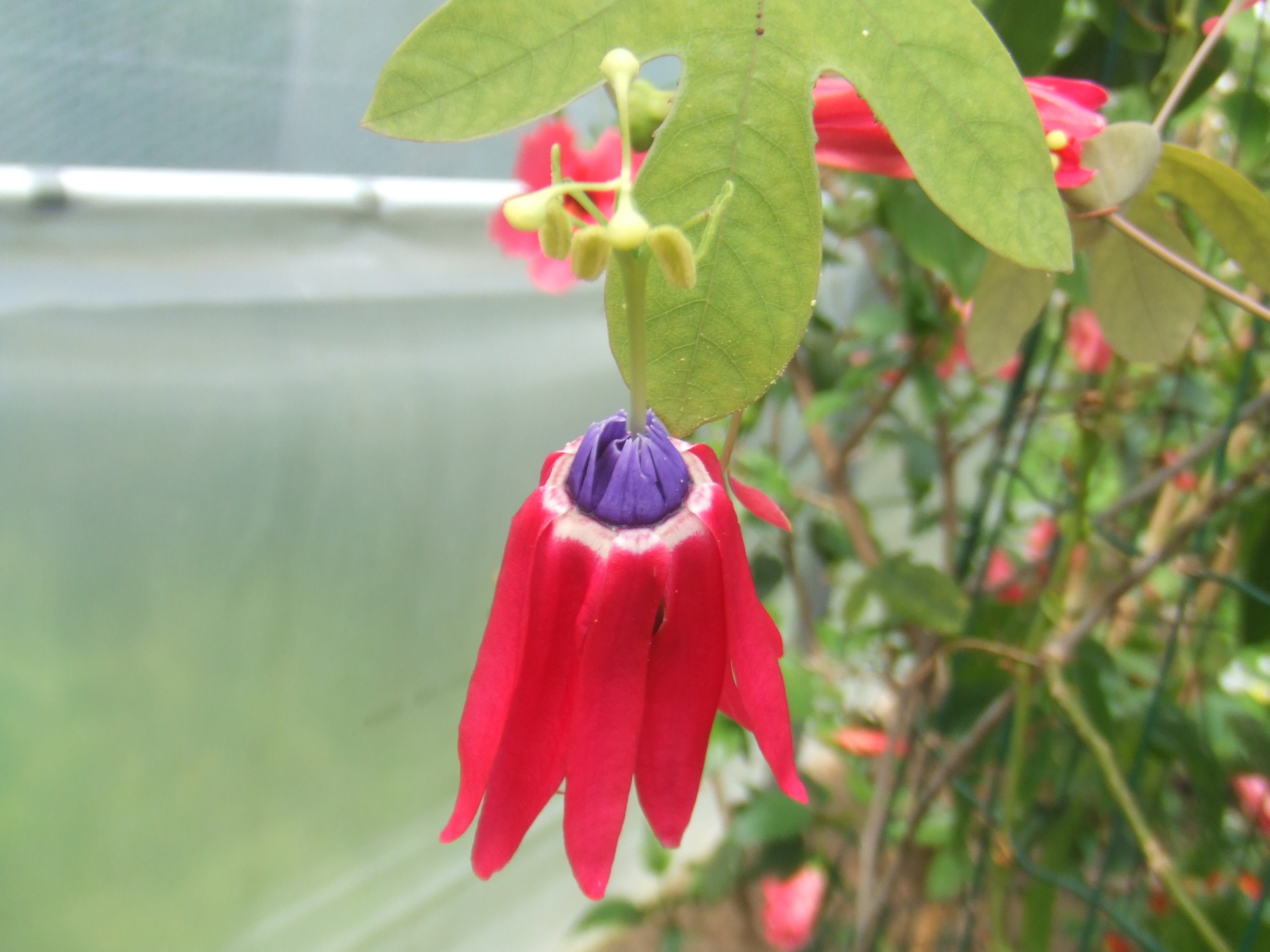
زهرة الآلام الحمراء

يمكن زراعة نبات زهرة الآلام الحمراء بسهولة، فهي من النباتات التي لا تحتاج إلى عناية كبيرة، ويمكن استخدامها لتزيين الأسوار والمروج، ثمارها تحتوي على العديد من البذور، وكل ثمرة محاطة بغلاف يحمل بداخله عصيرًا صالحاً للأكل، ويمكن تناول هذا العصير طازجًا، كما يمكن استخدامه لعمل نكهات لبعض المنتجات المصنعة. المايبوب البري عبارة عن كرمة عدوانية موطنها الأصلي هو جنوب شرق الولايات المتحدة، وتمتد إلى الوسط لتصل إلى إلينوي، وإنديانا، وأوهايو. يمكن للنبات أن يغطي أرضية الغابات في خلال أيام وفي ظروف طقس مناسبة. النباتات تنمو تحت أشعة الشمس الكاملة، وتحتاج النباتات لضوء الشمس المباشر لمدة نصف يوم على الأقل. أفضل أنواع التربة لزراعة هذه النباتات هي التربة جيدة التصريف، ومع ذلك فالنباتات تتحمل أحيانًا التربة الحمضية والتربة الرطبة، وتتمتع النباتات بمقاومة عالية للجفاف. يمكن زراعة نباتات زهرة الآلام الحمراء طوال العام، وتكون المسافة بين نبات وآخر من 36 إلى 60 بوصة (91.44 إلى 152.4 سم) تبدأ النباتات في الإثمار بعد مرور من عام إلى عامين، عمر الزهرة قصير جدًا (حوالي يوم واحد). ثم تتطور الثمار في غضون شهرين إلى ثلاثة أشهر.
تبدو الأزهار مناسة للتلقيح من قبل "نحل نجار"، وربما تجتذب الطيور الطنانة. وبينما يبحث كل من النحل والطيور الطنانة عن الرحيق تلامس أنثرات الأزهار المملؤوة بحبوب اللقاح ظهر النحلة أو وجه الطائر الطنان، مما يتيح نقل حبوب اللقاح بسهولة إلى المياسم اللزجة المركزية.

## الطب التقليدي

### الاستخدامات التاريخية والطب الشعبي
تاريخيًا تم استخدام نبات زهرة الآلام الحمراء بوصفه دواء عشبي. وقد تم إدراج زهرة الآلام في دساتير الأدوية، ومنها دستور الأدوية الأوربي والبريطاني التي تذكر الأجزاء الهوائية المجففة من النبات. وفي أمريكا الشمالية وأمريكا الجنوبية يتم استخدام المشروب المصنوع من الجذور بوصفه منشط ومقوي، وقد قامت إدارة الغذاء والدواء الأمريكية بسحب موافقتها على تسويقه؛ لأن الشركات المصنعة له لم تقدم أي دليل بشأن سلامته وفعاليته.

### الأمان
من خلال المراجعات التي تم إجراؤها عام 2013م، وجد أن النبات يتمتع بملف أمان جيد. كما وجدت إحدى الدراسات أن تناول 800 ملجم من المستخلص الكحولي المجفف يوميًا وعلى مدار ثمانية أسابيع، يبدو آمنًا. كما أن زهرة الآلام الحمراء تستخدم بوصفها عامل نكهة طبيعي في تصنيع الأغذية، وهو "معترف عمومًا بأنه آمن GRAS". كما تم إدراجها في السجل الأوربي باعتبارها مادة مضافة للأعلاف الحيوانية.

### التفاعلات
التفاعلات المحتملة مع الأدوية التالية:
- المهدئات
- مضادات التخثر
- مثبط أكسيداز أحادي الأمين

قد تؤدي إلى زيادة التأثيرات الرئيسية أو الآثار الجانبية للأدوية المذكورة أعلاه.
بالنسبة للاستهلاك عن طريق الفم، يجب على النساء الحوامل أو المرضعات توخي الحذر، وطلب المشورة الطبية قبل تناول مستخلصات زهرة الآلام عن طريق الفم.حيث لم يتم اختبار تأثيرات تناول المركبات النباتية عن طريق الفم على التكاثر أو على الأجنة.

## الاستخدامات المطبخية
تحتوي زهرة الآلام على ثمار يمكن استخدامها في المربى والحلويات، ويمكن إضافتها كنكهة طيبة للعديد من المشروبات، كما يمكن أن تؤكل الفاكهة باليد، حيث أن لها طعم حلو لاذع إلى حد ما يشبه المشمش، وعندما تنضج تمامًا تكون رائحته لطيفة.